# Municipio de Hammond (Indiana)
El municipio de Hammond (en inglés: Hammond Township) es un municipio ubicado en el condado de Spencer en el estado estadounidense de Indiana. En el año 2010 tenía una población de 1727 habitantes y una densidad poblacional de 15,84 personas por km².

## Geografía
El municipio de Hammond se encuentra ubicado en las coordenadas 37°58′50″N 86°57′32″O / 37.98056, -86.95889. Según la Oficina del Censo de los Estados Unidos, el municipio tiene una superficie total de 109.04 km², de la cual 105,99 km² corresponden a tierra firme y (2,79 %) 3,04 km² es agua.

## Demografía
Según el censo de 2010, había 1727 personas residiendo en el municipio de Hammond. La densidad de población era de 15,84 hab./km². De los 1727 habitantes, el municipio de Hammond estaba compuesto por el 97,63 % blancos, el 0,87 % eran afroamericanos, el 0,23 % eran amerindios, el 0,29 % eran de otras razas y el 0,98 % eran de una mezcla de razas. Del total de la población el 1,16 % eran hispanos o latinos de cualquier raza.